# Theo Bongonda
Theo Bongonda (nascut el 20 de novembre de 1995) és un futbolista belga que juga amb el Trabzonspor, cedit pel Celta de Vigo com a davanter a la Lliga Santander. Va començar la seva carrera a l'equip de fútbol JMG Academy l'any 2008. L'any 2013 va donar el salt al futbol professional a la primera divisió Belga en el SV Zulte Warengem.